# Водяне (Кальчицька сільська громада)
Водяне́ — село (до 2011 року — селище) Кальчицької сільської громади Маріупольського району Донецької області в Україні. Відстань до Нікольського становить близько 35 км і проходить переважно автошляхом Т 0523.

## Географія
Селом тече Балка Чернеча.

## Населення
За даними перепису 2001 року населення села становило 84 особи, з них 25 % зазначили рідною мову українську та 75 %— російську.